# Église de Saint-Paul-en-Born
L’église de Saint-Paul-en-Born, dans le département français des Landes, date du XIIIe ou XIVe siècle. À l'origine simple chapelle de quartier, elle devient l'église paroissiale par ordonnance du 28 septembre 1678.

## Présentation
L'église, primitivement d’art roman, est bâtie en garluche et pierre de taille. Elle est l’ancienne chapelle Saint-Michel du quartier de Paynsas, qui devient le bourg de Saint-Paul-en-Born en remplacement de l'ancien bourg de Saint-Paul-le-Vieux, occupant le site antique de Segosa, menacé par la montée des eaux de l'étang d'Aureilhan.
On peut remarquer son curieux porche pyramidal, qui provient de l'entrée de l'ancien cimetière, qui entourait l'église jusqu'en 1856, avant son transfert sur son site actuel. Des halles jouxtaient alors le mur extérieur de ce cimetière. On note aussi des fenêtres à meneaux, une statue de saint Clair, patron du village et du Christ en bois sculpté du XVIIe siècle sur le mur droit de la nef.
En 1626, une description complète en est faite à l'archevêque de Bordeaux, dans laquelle il est écrit que le chœur est voûté et « séparé de la nef par un vieux balustre où il manque quelques barreaux et la moitié de la porte ». On peut voir sur l'arc d'entrée du chœur les emplacements des balustres qui venaient reposer sur une poutre. Les deux chapelles latérales ainsi que la sacristie existaient déjà, de même que le clocher aiguille et le vestibule d'entrée. La nef était « plafonnée et plus bas d'un pied que le chœur » .
Entre le moment de sa construction et cette description, des désordres importants ont affecté l'édifice. La nef a notamment dû s'effondrer en entraînant le clocher du mur qui se trouvait au-dessus de la porte d'entrée. Des traces de l'existence de cette voûte se trouvent à l'intérieur, en haut du mur au-dessus de la porte. Les habitants de Saint-Paul-en-Born ont construit le clocher aiguille existant et la charpente de chêne sur laquelle le plafond est fixé.
L’église est agrandie en 1866 sur les plans de l’architecte départemental Alexandre Ozanne et restaurée au goût de l'époque. Le plafond est remplacé par une fausse voûte en plâtre, les ouvertures de la nef et du chœur sont  rectifiées. Des vitraux représentant saint Paul et saint Clair, les deux saints patrons de la paroisse, sont installés dans le chœur. Les voûtes des deux chapelles latérales sont rectifiées, et des carreaux provenant de Bordeaux recouvrent l'ancien dallage en terre cuite.
En 1985, la commune et l'association des amis de l'église de Saint Paul restaurent complètement l'édifice. On découvre à cette occasion sous des plâtres et enduits les témoins de nombreux bouleversements que l'église a subis au cours des temps, notamment :
- l'emplacement d'anciennes ouvertures, dont certaines ont été rouvertes
- le niveau primitif du sol carrelé[8]
- l'emplacement dans les chapelles latérales de contreforts, prouvant que ces chapelles n'existaient pas à l'origine
- dans le chœur, pris dans la gangue de maçonnerie, six culots avec leur couleur d'origine, dont trois sont remarquables[4].

De nouveaux vitraux sont installés, réalisés par Brigitte Nogaro.

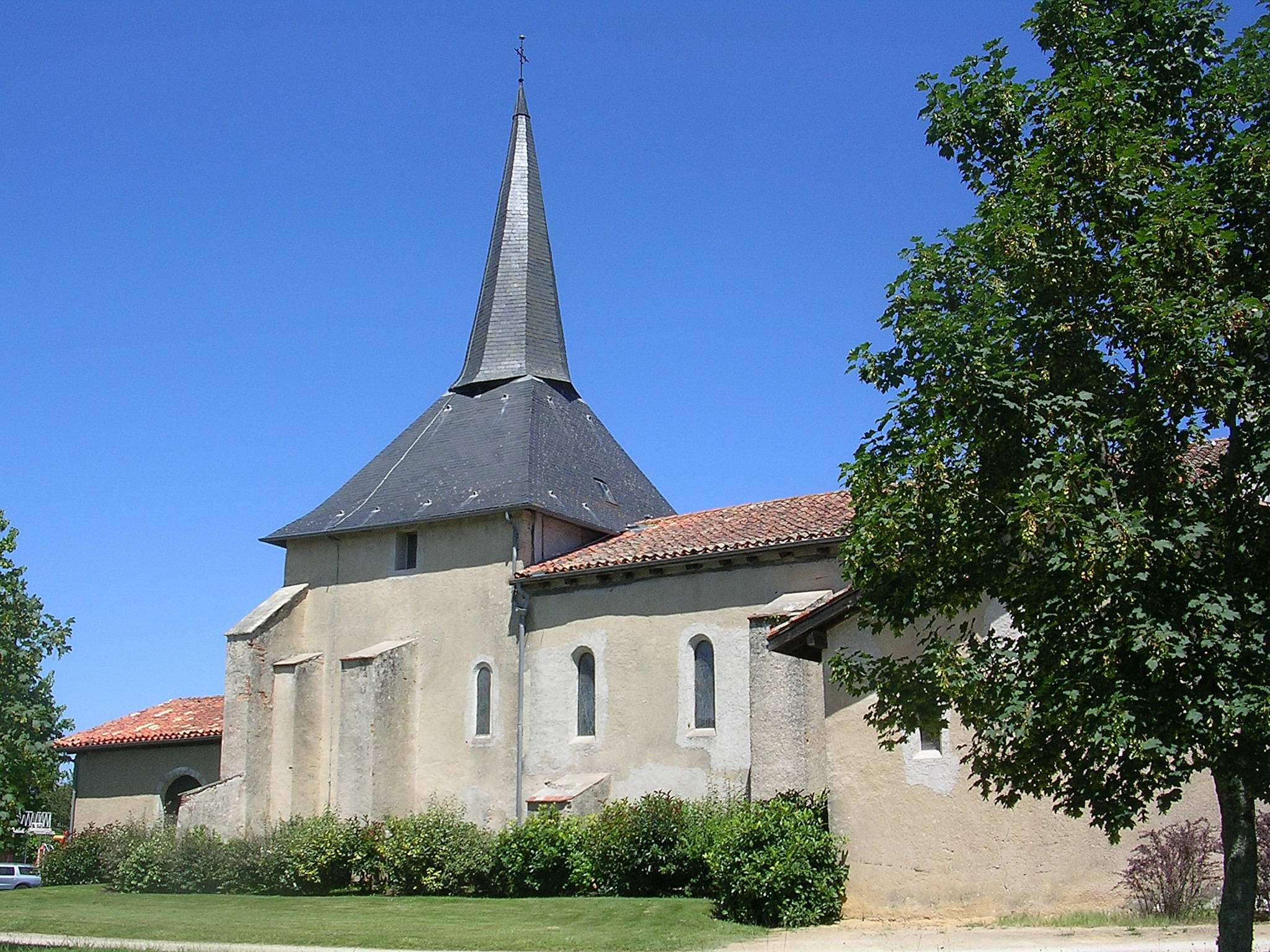
Extérieur de l'église
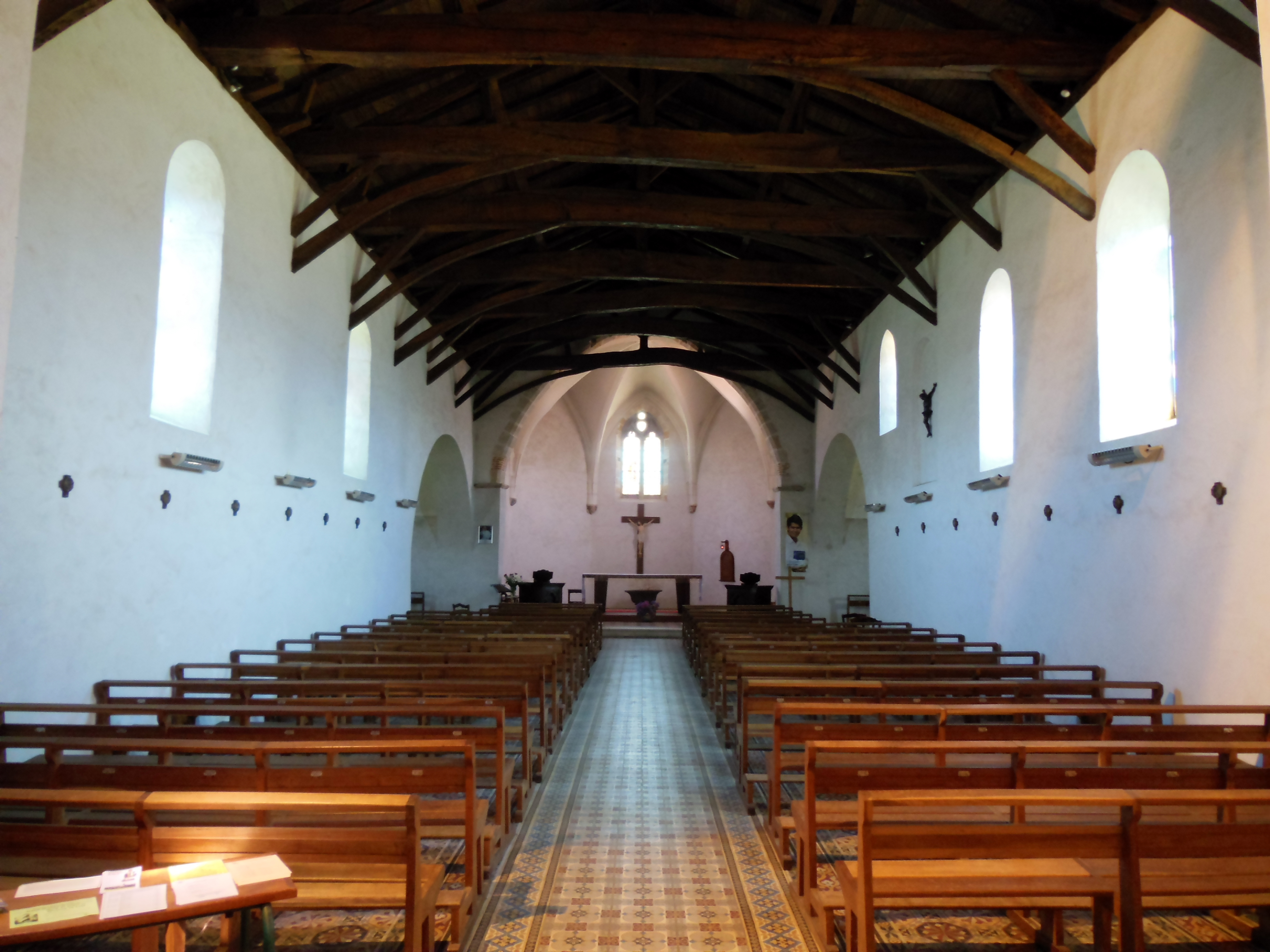
Vue intérieure

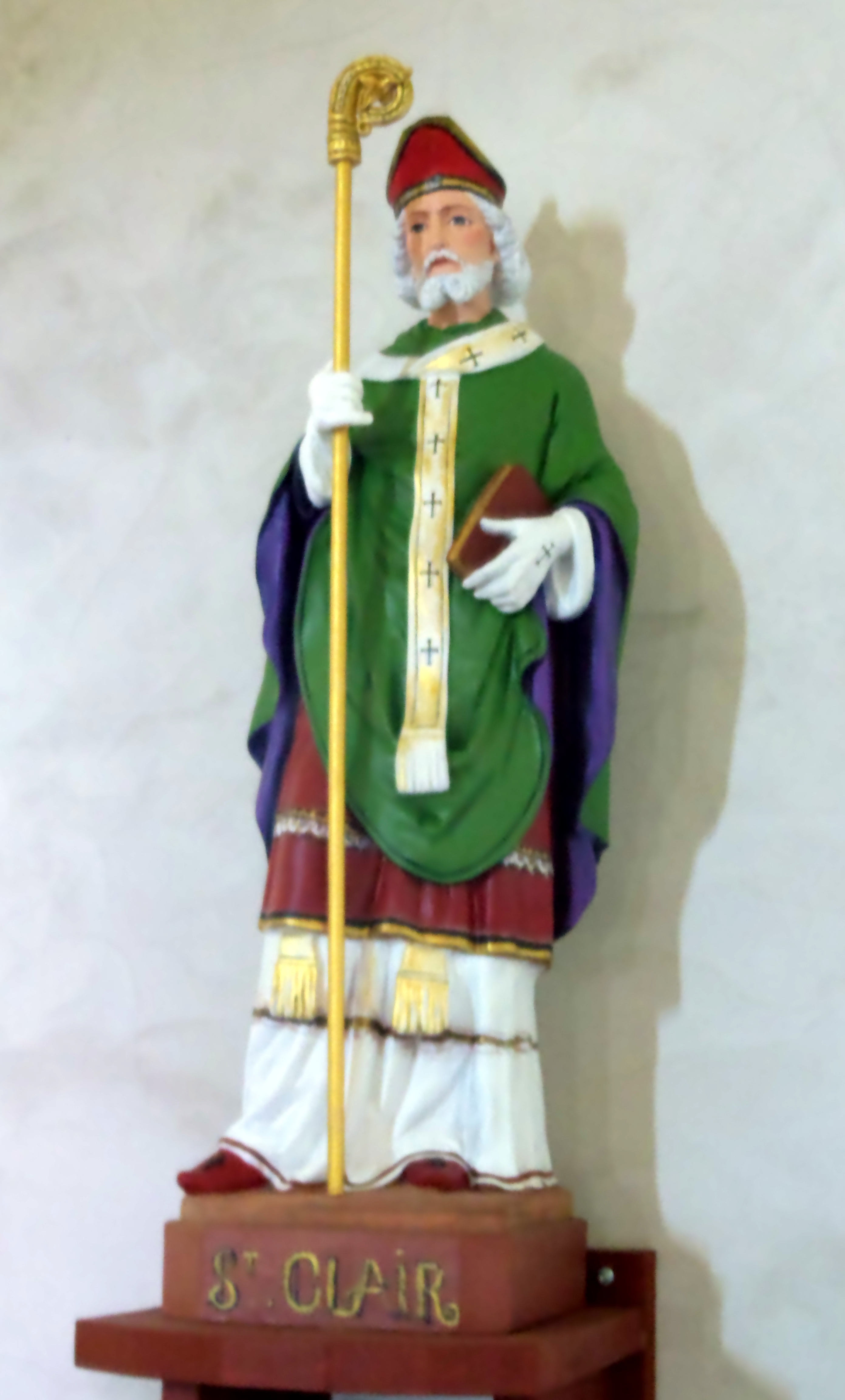
Statue de saint Clair d'Aquitaine
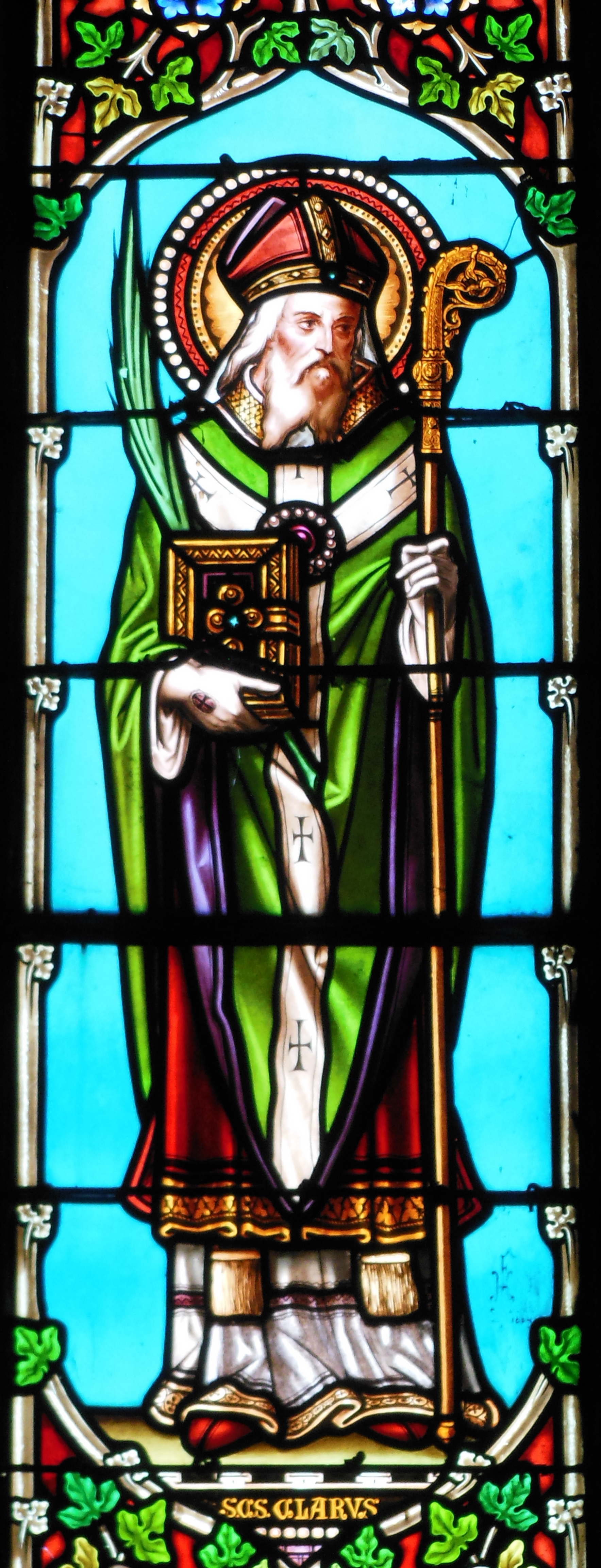
Vitrail de saint Clair (Sanctus Clarus)
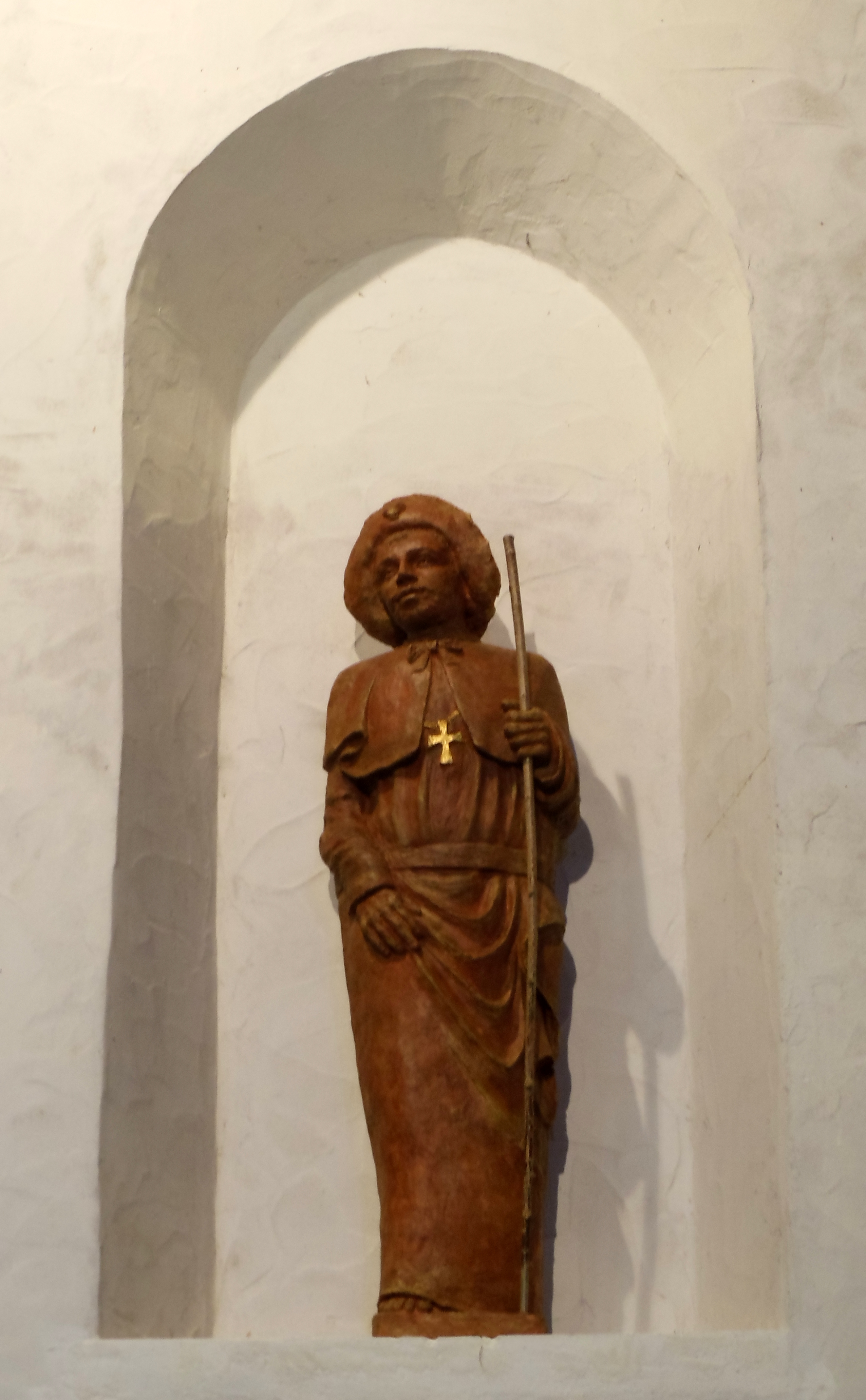
Statue de saint Jacques le Majeur en habit de pèlerin, œuvre du sculpteur Francis Clertan

## Deux églises antérieures

### Église de Saint-Paul-le-vieux
L'église du vieux bourg, entourée d'un cimetière, était dédiée à saint Paul. Elle était située à l'ouest du quartier de Bestaven, non loin du tuc de Houns, dans l'actuel lieudit Saint-Paul-le-Vieux. Cette église est répertoriée dans la nomenclature des paroisses du Born de 1398 sous le nom de « Sanctus Paulus de Frontinhaco ». Ce nom de Saint Paul de Frontignac proviendrait du nom d'un propriétaire de l'époque gallo-romaine.
En 1678, il ne restait plus à l'emplacement de l'ancien bourg que l'église et « une petite maison où logeait le sacristain et sa famille ». L'église était d'ailleurs en « très pauvre état et menaçait ruine ». Les principaux habitants de la paroisse demandèrent à l'archevêque de Bordeaux le transfert à Saint-Michel de Paynsas. En juin de cette même année, l'archevêque fit effectuer une enquête. Le greffier dûment mandaté indique que l'église paroissiale « n'est pas à plus de cent pas de l'étang et qu'elle est au milieu de marais ». « L'hiver, le pavé est tout couvert d'eau, si bien qu'on ne peut entendre le Saint Office que dans une posture qui n'est pas trop décente ». Par ordonnance du 28 septembre 1678, l'archevêque donne l'autorisation du transfert. C'est depuis cette date que l'église actuelle est devenue l'église paroissiale de Saint-Paul-en-Born.

### Chapelle des chevaliers de Malte
Située à cinq kilomètres au sud du bourg, au quartier de Leych, elle était dédiée à saint-Jean et appartenait à l'ordre de Saint-Jean de Jérusalem, qui était un ordre hospitalier. Elle a dû servir à accueillir les pèlerins de Saint-Jacques-de-Compostelle sur la voie de Soulac. On est sûr qu'elle existait encore en 1760, date à laquelle elle fut entièrement remaniée. « La pierre nécessaire est tirée de la lande proche par un carrier qui demande 18 sols par jour. La charpente est refaite, les murs sont blanchis et des ornements sont fournis par l'ordre de Malte et par Pierre Menaut ». Elle semble avoir disparu vers 1840 ou 1850.